# Архангельский государственный лицей имени М. В. Ломоносова
Архангельский государственный лицей имени М. В. Ломоносова (до 2011 года — Архангельский городской лицей имени М. В. Ломоносова, 2011—2016 — Университетская Ломоносовская гимназия) — образовательное учреждение в городе Архангельске, подведомственное Министерству образования Архангельской области. Обучение проводится с 8 по 11 класс. В лицее действуют четыре отделения: гуманитарное, физико-математическое, химико-биологическое и техническое.
Лицей неоднократно входил в число лучших школ России по версии различных рейтингов. По состоянию на 2022 год, признан лучшим образовательным учреждением Архангельской области по количеству выпускников, поступивших в ведущие вузы России, по версии рейтингового агентства RAEX.

## История

### Середина XIX — конец XX века
На месте, где сегодня стоит лицей, раньше находился архангельский Храм Благовещения Пресвятой Богородицы (при котором действовала воскресная школа), просуществовавший до 1930 года. Затем храм разобрали, на его месте был разбит сквер, а затем, в 1935 году была построена школа №19, частично возведенная из кирпича разобранного храма. C 1941 по 1945 год в здании школы располагался военный эвакогоспиталь №2531, принимавший в годы Великой Отечественной войны раненых, о чем в настоящее время напоминает памятная табличка. Позднее здание вновь было отдано в пользование городской школы № 19.
Приказом областного управления народного образования № 481 от 2 июля 1990 года средняя школа № 19 была реорганизована в Архангельский городской лицей имени М. В. Ломоносова.

### 1990-е годы
Первым директором новообразованного лицея была назначена Алевтина Емельяновна Варламова, выпускница физико-математического факультета пединститута города Горького. В должности директора она проработала до июня 1993 года.
5 июля 1993 года директором лицея был назначен Сергей Геннадьевич Парыгин, выпускник Архангельского педагогического университета. В 1994—1995 годах в АГЛ появился свой печатный орган, лицейская газета «ЛИГА». Выпуск газеты осуществляется учениками лицея в рамках обучающей программы Junior Achievement. В 1997 году в лицее возник театральный кружок. Его руководителем и идейным вдохновителем стала учитель русского языка и литературы Ирина Александровна Кремнёва.
В 1997 году у лицея появился свой гимн. Музыку написал Андрей Киселёв, слова — Леонид Устинов.

### Начало XXI века
1 января 2011 года на базе Архангельского городского лицея имени М. В. Ломоносова была создана Университетская Ломоносовская гимназия
В рамках долгосрочной областной целевой программы «Родина Ломоносова» на базе Архангельского городского лицея планировалось создать Ломоносовскую гимназию для одаренных детей. Впоследствии, от этих планов отказались, а в 2016 году Университетская Ломоносовская гимназия была преобразована в Архангельский государственный лицей имени М.В. Ломоносова.
В 2021 году Архангельский государственный лицей, согласно исследованию, проведённого рейтинговым агентством RAEX (РАЭКС-Аналитика), вошёл в топ-300 школ по количеству выпускников, поступивших в ведущие вузы России. АГЛ занял 164 место и стал единственным учреждением образования Архангельской области, вошедшим в этот рейтинг. Кроме того, в аналогичном рейтинге школ по Северо-Западному федеральному округу, лицей также вошел в двадцатку лучших, заняв в ней одиннадцатое место. В целом, Архангельский государственный лицей занял первое место среди образовательных учреждений Архангельской области, по количеству выпускников, поступающих в лучшие вузы. На втором месте — северодвинский лицей № 17, а на третьем — архангельская гимназия № 6.
В 2022 году для Архангельского государственного лицея имени М.В. Ломоносова был построен современный спортзал. Спортивный объект возвели в рамках федерального проекта «Спорт – норма жизни». Он предназначен для проведения уроков физкультуры для лицеистов, а также различных спортивных мероприятий. На первом этаже находится непосредственно сам спортивный зал размерами 24 х 16 метров, также оборудованы современные раздевалки с душевыми кабинами, в том числе предназначенными для маломобильных групп населения. На второй этаж можно подняться по лестнице, а можно – на лифте. Здесь располагается просторный тренажерный зал 16 х 8 метров, кроме того, предусмотрены тренерские и инвентарные помещения.
В августе 2022 года, лицей вновь был признан лучшим образовательным учреждением Архангельской области по количеству выпускников, поступивших в ведущие вузы России, по версии рейтингового агентства RAEX.

## Отделения АГЛ
- Физико-математическое отделение
- Гуманитарное отделение
- Химико-биологическое отделение
- Техническое отделение